# 1971 год
1971 (ты́сяча девятьсо́т се́мьдесят пе́рвый) год  по григорианскому календарю — невисокосный год, начинающийся в пятницу. Это 1971 год нашей эры, 1‑й год 8‑го десятилетия XX века 2‑го тысячелетия, 2‑й год 1970‑х годов. Он закончился 54 года назад.
| Пн | Вт | Ср | Чт | Пт | Сб | Вс |
|    |    |    |    | 1  | 2  | 3  |
| 4  | 5  | 6  | 7  | 8  | 9  | 10 |
| 11 | 12 | 13 | 14 | 15 | 16 | 17 |
| 18 | 19 | 20 | 21 | 22 | 23 | 24 |
| 25 | 26 | 27 | 28 | 29 | 30 | 31 |

| Пн | Вт | Ср | Чт | Пт | Сб | Вс |
| 1  | 2  | 3  | 4  | 5  | 6  | 7  |
| 8  | 9  | 10 | 11 | 12 | 13 | 14 |
| 15 | 16 | 17 | 18 | 19 | 20 | 21 |
| 22 | 23 | 24 | 25 | 26 | 27 | 28 |

| Пн | Вт | Ср | Чт | Пт | Сб | Вс |
| 1  | 2  | 3  | 4  | 5  | 6  | 7  |
| 8  | 9  | 10 | 11 | 12 | 13 | 14 |
| 15 | 16 | 17 | 18 | 19 | 20 | 21 |
| 22 | 23 | 24 | 25 | 26 | 27 | 28 |
| 29 | 30 | 31 |    |    |    |    |

| Пн | Вт | Ср | Чт | Пт | Сб | Вс |
|    |    |    | 1  | 2  | 3  | 4  |
| 5  | 6  | 7  | 8  | 9  | 10 | 11 |
| 12 | 13 | 14 | 15 | 16 | 17 | 18 |
| 19 | 20 | 21 | 22 | 23 | 24 | 25 |
| 26 | 27 | 28 | 29 | 30 |    |    |

| Пн | Вт | Ср | Чт | Пт | Сб | Вс |
|    |    |    |    |    | 1  | 2  |
| 3  | 4  | 5  | 6  | 7  | 8  | 9  |
| 10 | 11 | 12 | 13 | 14 | 15 | 16 |
| 17 | 18 | 19 | 20 | 21 | 22 | 23 |
| 24 | 25 | 26 | 27 | 28 | 29 | 30 |
| 31 |    |    |    |    |    |    |

| Пн | Вт | Ср | Чт | Пт | Сб | Вс |
|    | 1  | 2  | 3  | 4  | 5  | 6  |
| 7  | 8  | 9  | 10 | 11 | 12 | 13 |
| 14 | 15 | 16 | 17 | 18 | 19 | 20 |
| 21 | 22 | 23 | 24 | 25 | 26 | 27 |
| 28 | 29 | 30 |    |    |    |    |

| Пн | Вт | Ср | Чт | Пт | Сб | Вс |
|    |    |    | 1  | 2  | 3  | 4  |
| 5  | 6  | 7  | 8  | 9  | 10 | 11 |
| 12 | 13 | 14 | 15 | 16 | 17 | 18 |
| 19 | 20 | 21 | 22 | 23 | 24 | 25 |
| 26 | 27 | 28 | 29 | 30 | 31 |    |

| Пн | Вт | Ср | Чт | Пт | Сб | Вс |
|    |    |    |    |    |    | 1  |
| 2  | 3  | 4  | 5  | 6  | 7  | 8  |
| 9  | 10 | 11 | 12 | 13 | 14 | 15 |
| 16 | 17 | 18 | 19 | 20 | 21 | 22 |
| 23 | 24 | 25 | 26 | 27 | 28 | 29 |
| 30 | 31 |    |    |    |    |    |

| Пн | Вт | Ср | Чт | Пт | Сб | Вс |
|    |    | 1  | 2  | 3  | 4  | 5  |
| 6  | 7  | 8  | 9  | 10 | 11 | 12 |
| 13 | 14 | 15 | 16 | 17 | 18 | 19 |
| 20 | 21 | 22 | 23 | 24 | 25 | 26 |
| 27 | 28 | 29 | 30 |    |    |    |

| Пн | Вт | Ср | Чт | Пт | Сб | Вс |
|    |    |    |    | 1  | 2  | 3  |
| 4  | 5  | 6  | 7  | 8  | 9  | 10 |
| 11 | 12 | 13 | 14 | 15 | 16 | 17 |
| 18 | 19 | 20 | 21 | 22 | 23 | 24 |
| 25 | 26 | 27 | 28 | 29 | 30 | 31 |

| Пн | Вт | Ср | Чт | Пт | Сб | Вс |
| 1  | 2  | 3  | 4  | 5  | 6  | 7  |
| 8  | 9  | 10 | 11 | 12 | 13 | 14 |
| 15 | 16 | 17 | 18 | 19 | 20 | 21 |
| 22 | 23 | 24 | 25 | 26 | 27 | 28 |
| 29 | 30 |    |    |    |    |    |

| Пн | Вт | Ср | Чт | Пт | Сб | Вс |
|    |    | 1  | 2  | 3  | 4  | 5  |
| 6  | 7  | 8  | 9  | 10 | 11 | 12 |
| 13 | 14 | 15 | 16 | 17 | 18 | 19 |
| 20 | 21 | 22 | 23 | 24 | 25 | 26 |
| 27 | 28 | 29 | 30 | 31 |    |    |

- Международный год ООН по борьбе с расизмом и расовой дискриминацией.

## События

### Январь
- 2 января — на стадионе «Айброкс» (Глазго, Шотландия) произошла давка, погибли 66 человек.
- 2—3 января — около 300 истребителей-бомбардировщиков ВВС США совершили массированные налёты на объекты в Южном Вьетнаме, Лаосе и Камбодже.
- 8 января
  - В СССР объявлено об окончании строительства на Николаевском судостроительном заводе им. А. Марти научно-исследовательского корабля «Академик Сергей Королёв»[1].
  - В Уругвае партизаны движения «Тупамарос» похитили посла Великобритании Джеффри Джексона (освобождён 9 сентября).
- 9 января — Столкновение Boeing 707 и Cessna 150 над Эдисоном.
- 11 января — попытка военного переворота, предпринятая в Боливии полковниками Уго Бансером и Эдмундо Валенсией против президента Хуана Хосе Торреса, подавлена, Уго Бансер укрылся в посольстве Парагвая.
- 14 января — премьера в кинокартины «Бег» по пьесе М. А. Булгакова, вошедшей затем в основной конкурс Каннского кинофестиваля 1971 года.
- 15 января — президент Египта Анвар Садат и Председатель Президиума Верховного Совета СССР Н. В. Подгорный подписали в г. Асуан (Египет) декларацию о завершении строительства и вводе в действие Асуанского гидроэнергетического комплекса.
- 17 января — у резиденции президента Чили Сальвадора Альенде в Вальпараисо обнаружено и обезврежено взрывное устройство.
- 22 января
  - В Камбодже в ходе нападения партизан на аэропорт Пномпеня уничтожены или повреждены 91 самолёт и вертолёт (почти вся авиация режима Лон Нола)[2].
  - Катастрофа Ан-12 под Сургутом, погибли 14 человек.
- 23 января — в Гвинее завершён процесс по делу о попытке свержения президента Ахмеда Секу Туре в ноябре 1970 года. Чрезвычайная сессия Национального Собрания, взявшая на себя функции Высшего Революционного трибунала, приговорила к смертной казни 92 человека.
- 25 января — военный переворот в Уганде. Президент Милтон Оботе, находившийся в зарубежной поездке, смещён. Власть захватил командующий вооружёнными силами генерал Иди Амин.
- 29 января — в СССР объявлено об окончании строительства газопровода Бухара — Ташкент — Фрунзе — Алма-Ата[3].
- 31 января
  - Старт космического корабля «Аполлон-14» (США) (приземление 9 февраля). Экипаж — Алан Шепард, Стюарт Руса, Эдгар Митчелл. 5 февраля его лунный отсек совершил третью пилотируемую высадку на Луну в районе кратера Фра Мауро. Астронавтами А. Шепардом и Э. Митчеллом произведено два выхода на поверхность Луны.
  - Катастрофа Ан-12 под Сургутом, погибли 7 человек.

### Февраль
- 2 февраля
  - Министр иностранных дел Испании Г. Лопес Браво заявил о намерении правительства добиваться вхождения страны в «Общий рынок».
  - Принята Рамсарская конвенция о водно-болотных угодьях 1971 года (англ. The Convention on Wetlands of International Importance, especially as Waterfowl Habitat, the Convention on aquatic species and some birds, полное название: «Конвенция о водно-болотных угодьях, имеющих международное значение главным образом в качестве местообитаний водоплавающих птиц»).
- 4 февраля — армия Южного Вьетнама силами около 20.000 человек начинает антипартизанскую военную операцию в восточной части Камбоджи.
- 5 февраля — вступило в силу подписанное социалистическими странами во главе с СССР соглашение о создании Международного инвестиционного банка с местоположением в Москве.
- 7 февраля — на референдуме в Швейцарии большинство проголосовало за предоставление женщинам права участия в выборах.
- 8 февраля — после массированных бомбардировок ВВС США в южные районы Лаоса вторглась армия Южного Вьетнама, имевшая задачу перерезать пути снабжения вьетнамских партизан.
- 9 февраля — состоялись заседание Совета Безопасности ООН № 1565 и Комитета Совета безопасности по приёму новых членов по вопросу принятия Бутана в члены ООН.
- 10 февраля — состоялось заседание Совета Безопасности ООН № 1566 по вопросу принятия Бутана в члены ООН. Решением Совета рекомендовано Генеральной Ассамблее ООН принять Бутан в члены Организации Объединённых Наций.
- 13 февраля — вступила в силу новая конституция Верхней Вольты. Премьер-министром назначен Жерар Уэдраого.
- 15 февраля — правительство Египта заявило, что берёт на себя обязательства прекратить всякие претензии и состояние войны с Израилем, признать его суверенитет и территориальную целостность, если Израиль возьмёт на себя те же обязательства.
- 21 февраля
  - В Уганде захвативший власть генерал Иди Амин взял на себя обязанности президента республики.
  - Правительство Израиля очередной раз подтвердило свой отказ вывести войска с арабских территорий.
  - В Вене подписана Конвенция о психотропных веществах[4] (Венская конвенция 1971 г.) ― договор ООН, направленный на борьбу со злоупотреблениями психотропными веществами и предотвращение их незаконного оборота. (Вступила в силу в августе 1976 г. По состоянию на ноябрь 2008 г. к конвенции присоединилось 183 государства).
- 22 февраля — в Сирии исполняющим обязанности президента (вместо председателя Народного Совета Саида Ахмеда аль-Хатыба) стал премьер-министр генерал Хафез Ассад.
- 23 февраля — полиция и правительственные войска Италии восстановили контроль над городом Реджо-ди-Калабрия. Неофашистское городское восстание, продолжавшееся с июля 1970, в целом подавлено.
- 24 февраля — активисты еврейского правозащитного движения в знак протеста против запрета на выезд из СССР захватывают помещение Приёмной Президиума Верховного Совета СССР[источник не указан 2679 дней].
- 25 февраля — ушло в отставку правительство Йеменской Арабской Республики во главе с Мохсен Ахмед аль-Айни. Исполняющим обязанности премьер-министра стал Абдул Салам Сабра[5].
- 27 февраля — в Колумбии после студенческих выступлений в городе Кали введено чрезвычайное положение и закрыты все университеты.
- 28 февраля — на референдуме в княжестве Лихтенштейн большинство высказалось против предоставления женщинам права участия в выборах.

### Март
- 1 марта
  - В Пакистане смещены губернаторы провинций и на их места назначены военные администраторы.
  - В ПНР решением политбюро ЦК Польской объединённой рабочей партии отменено проведённое в декабре 1970 года повышение цен на мясо и другие продовольственные товары.
- 1—10 марта — парламентские выборы в Индии. Индийский национальный конгресс (И) премьер-министра Индиры Ганди получила 43,7% голосов и 352 места из 521 в Лок сабхе (парламенте.
- 3 марта — в КНР произведён запуск второго китайского искусственного спутника Земли (вес — 221 килограмм).
- 4 марта — президент Южного Вьетнама генерал Нгуен Ван Тхьеу заявил, что его правительство «серьёзно рассматривает» вопрос о вторжении в Демократическую Республику Вьетнам.
- 5 марта
  - Правительство Сальвадора Альенде в Чили принимает проект национализации медных рудников.
  - Совет министров СССР принял постановление об организации Удмуртского государственного университета в Ижевске[3].
- 9 марта — Совет министров СССР принял постановление об организации Марийского государственного университета в Йошкар-Оле и Чечено-ингушского государственного университета в Грозном[3].
- 12 марта
  - На референдуме в Сирии президентом страны избран премьер-министр, исполняющий обязанности президента генерал Хафез Асад[6].
  - Верховное командование армии Турции потребовало отставки кабинета Сулеймана Демиреля и сформирования «сильного правительства». Правительство ушло в отставку. Через два дня армия предъявила ультиматум, в котором дала властям срок в 1 год для «наведения порядка» в стране[7].
- 15 марта — Государственный департамент США объявил об отмене ограничений на поездки граждан США в КНР.
- 16 марта
  - В Шри-Ланке введено чрезвычайное положение.
  - В Турции объявлено об арестах более 200 старших офицеров и генералов, выступавших за свержение гражданского правительства[7].
- 17 марта — в Норвегии сформировано правительство Трюгве Браттели (Норвежская рабочая партия). Его предшественник Пер Бортен (партия Центра) ушёл в отставку из-за разногласий в правящей коалиции по поводу присоединения Норвегии к ЕЭС[8].
- 23 марта
  - Военный переворот в Аргентине. Новым президентом назначен командующий сухопутными силами генерал-лейтенант Алехандро Лануссе[9].

- - В Сьерра-Леоне совершена попытка военного переворота, возглавляемая бригадным генералом Джоном Бангурой.
  - На севере Пермской области взорваны три ядерных боезаряда с целью создания искусственного канала между реками Печора и Колва (Пермский край) для подпитки мелеющего Каспийского моря — (Проект «Тайга») .
- 24 марта — принята в эксплуатацию первая очередь Волжского автомобильного завода[10].
- 25 марта
  - Президент Пакистана Ага Мухаммед Яхья Хан прервал переговоры с лидерами партий и арестовал лидера парламентского большинства Муджибура Рахмана.
  - В Турции по требованию армии сформировано правительство во главе с Нихатом Эримом[7].
- 26 марта
  - Указом Президиума Верховного Совета СССР утверждён текст присяги врача Советского Союза[11].
  - Группа бенгальских военных во главе с Зиауром Рахманом захватывает радиостанцию в Читтагонге и провозглашает независимость Восточного Пакистана (Бангладеш).
- 27 марта
  - Президент Никарагуа генерал Анастасио Сомоса заключил двухпартийное соглашение «Сомоса — Агуэро» между президентской Либеральной националистической партией и Консервативной партией Никарагуа (лидер — Фернандо Агуэро Роча) с целью сохранить за собой президентский пост после истечения срока полномочий 1 мая 1972 года[12].
  - Президент Пакистана генерал Ага Мухаммед Яхья Хан запретил в стране всякую политическую деятельность.
- 28 марта
  - Опубликовано сообщение о завершении строительства и сдаче в эксплуатацию первой очереди Волжского автомобильного завода в Тольятти[11].
  - По просьбе премьер-министра Сьерра-Леоне Сиаки Стивенса части армии Гвинеи вступили в столицу страны Фритаун для охраны правительственных учреждений.
  - На всеобщих выборах в Гондурасе президентом страны избран Рамон Крус (52,6 % голосов) от Национальной партии, получившей 32 места из 64 мест в Национальном конгрессе, как и Либеральная партия.
  - Папа римский Павел VI выступил с апостольским посланием «CAUSAS MATRIMONIALES», облегчившим расторжение религиозного брака[13].
- 30 марта — 9 апреля — в Москве проходил XXIV съезд КПСС[14].
- 31 марта — Катастрофа Ан-10 под Ворошиловградом, погибли 65 человек.

### Апрель
- 1 апреля — вспыхнуло восстание народностей бара и антандруи на юге Мадагаскара.
- 5 апреля — на Шри-Ланке левый молодёжный Народный фронт освобождения поднял антиправительственный вооружённый мятеж. Восстание подавлено в мае.
- 7 апреля
  - В Италии по призыву профсоюзов проходит всеобщая стачка.
  - В Португалии профсоюзы направили председателю Совета министров страны Марселу Каэтану письмо, в котором потребовали вернуть им право на забастовку и другие права. Требования отвергнуты.

- 8 апреля
  - В Мали арестованы снятые со всех постов и уволенные из армии в конце марта 1-й заместитель председателя правящего Военного комитета национального освобождения, бывший премьер-министр капитан Йоро Диаките и комиссар по делам информации Малик Диалло.
  - В Великобритании состоялся первый Всемирный конгресс цыган, который принял цыганские гимн и флаг.
- 11 апреля — в Северном Вьетнаме прошли парламентские выборы. В условиях безальтернативности все места получил правящий Отечественный фронт Вьетнама.
- 13 апреля — король Непала Махендра оставил пост главы правительства и назначил премьер-министром Кирти Нидхи Бисту (до 16 июля 1973 года)[15].
- 14 апреля — в Польше решением политбюро ЦК Польской объединённой рабочей партии с 1 января 1972 года отменены обязательные сельскохозяйственные поставки.
  - Президент США Р. Никсон принял программу ослабления ограничений на торговлю с КНР. 10 июня опубликован список товаров, с которых снято эмбарго.
- 15 апреля — произведён взрыв у торгового представительства СССР в Амстердаме[16].
- 15—16 апреля — в Лондоне подписано соглашение o создании военного блока АНЗЮК.(Австралия, Новая Зеландия и Великобритания). Вступило в силу 1 ноября 1971 года, после истечения срока действия англо-малайского договора об обороне 1957 года.
- 17 апреля
  - Война за независимость Бангладеш: в бенгальской деревне Баддьянаттала (Муджибнагар) близ границы с Индией от имени депутатов парламента Пакистана — сторонников Муджибур Рахмана — опубликована «Декларация независимости суверенной Народной Республики Бангладеш»[17].
  - В Малави в условиях однопартийности и безальтернативности прошли всеобщие выборы. Все места в парламенте получила правящая Партия Конгресса, переизбран президент Хастингс Банда.
- 19 апреля — Сьерра-Леоне провозглашена республикой. До этого главой государства считалась королева Великобритании Елизавета II, представленная британским генерал-губернатором Банджой Теджан-Си.
- 21 апреля — первым исполнительным президентом Сьерра-Леоне избран премьер-министр Сиака Стивенс (до 28 ноября 1985 года). Пост премьер-министра упразднён, его обязанности переданы С. И. Короме, который стал вице-президентом страны.
- 22 апреля — скончался диктатор Гаити Франсуа Дювалье («Папа Док»). Власть перешла к его сыну, 19-летнему Жан-Клоду Дювалье, который стал пожизненным президентом Гаити (до 7 февраля 1986 года)[18].
- 22—25 апреля — в СССР осуществлён полёт космического корабля «Союз-10». Экипаж: командир корабля лётчик-космонавт СССР В. А. Шаталов, бортинженер лётчик-космонавт СССР А. С. Елисеев и инженер-испытатель Н. Н. Рукавишников[19]. Экипаж стыковался с орбитальной станцией «Салют-1», но не смог перейти на борт из-за проблем со стыковочным узлом, полёт был прерван досрочно. Осуществлена первая в истории ночная посадка.
- 24 апреля — в Вашингтоне (США) прошла манифестация против войны во Вьетнаме, в которой участвовали 500 000 человек. Одновременно в Сан-Франциско прошла антивоенная демонстрация, в которой участвовали 200 000 человек.
- 25 апреля
  - Президентские выборы в Австрии. Действующий президент страны социалист Франц Йонас получил 52,8 % голосов, Курт Вальдхайм (Австрийская народная партия) – 47,2 %[20].
  - В Венгрии в условиях однопартийности и безальтернативности прошли выборы в Государственное собрание[21].
- 27 апреля — на Президентских выборах в Южной Корее победил действующий президент Пак Чон Хи (53,2№ голосов), оппозиционер Ким Дэ Чжун получил 45,3%.
- 28—29 апреля — парламентские выборы в Нидерландах. Правящая коалиция потеряла часть мест в парламенте и правительство Петруса де Йонга (Католическая народная партия) ушло в отставку. Новый коалиционный кабинет был сформирован 6 июля Барендом Бисхёвелом (Антиреволюционная партия).

#### Без точных дат
- В Иордании группа офицеров безуспешно пытается сместить короля Хусейна.

### Май
- 1 мая
  - В Мексике вступил в силу закон об аграрной реформе, направленной на индустриализацию сельского хозяйства.
  - В Панаме на массовом митинге лидер страны генерал Омар Торрихос потребовал пересмотра договора 1903 года с США о Панамском канале.
- 2 мая — массовые антивоенные выступления в США. Демонстранты блокировали правительственные учреждения в Вашингтоне и дороги, ведущие в столицу. В последующие три дня полиция арестовала около 13 000 человек.
- 3 мая — в ГДР на пленуме ЦК Социалистической единой партии Германии руководителем партии стал Эрих Хонеккер. Прежний первый секретарь ЦК СЕПГ Вальтер Ульбрихт отправлен в отставку по возрасту.
- 4 мая — в Либерии в условиях однопартийности и безальтернативности прошли всеобщие выборы. Все места в парламенте получила правящая Партия истинных вигов, президент Уильям Табмен переизбран президентом на восьмой срок.
- 5 мая — президент Чада Франсуа Томбалбай начал двухнедельную «поездку примирения» по стране. Одновременно были освобождены все политзаключённые.
- 7 мая
  - В СССР ракета-носитель вывела на орбиту сразу 8 искусственных спутников Земли[22].
  - Президент Экваториальной Гвинеи Франсиско Масиас Нгема издал декрет № 415, частично отменивший конституцию 1968 года и давший президенту «все прямые полномочия управления и законодательства».
  - Героическая гибель военного лётчика Валерия Рубаненко, который увёл свой горящий Миг-21 от города Чёрмоз   .
- 9 мая — в результате автомобильной аварии в Мухоршибирском районе Бурятской АССР погибли 30 человек, ещё 19 ранены.
- 13 мая — в Чили национализирована текстильная промышленность.
- 1—14 мая — президент Египта Анвар Садат сместил с постов ориентировавшихся на СССР противников своего курса во главе с вице-президентом Али Сабри. Арестованы ряд политиков, в том числе заместитель премьер-министра и министр внутренних дел Ш. Гомаа, военный министр М. Фавзи, генеральный секретарь Арабского социалистического союза А. М. Абу ан-Нур, председатель Национального собрания Л. Шукейр и другие («Майская исправительная революция»)[23].
- 16 мая — в ходе референдума в Народной Республике Болгарии утверждена новая конституция страны.
- 19 мая — на межпланетную траекторию была выведена автоматическая межпланетная станция «Марс-2» — первый космический аппарат, ставший искусственным спутником Марса.
- 23 мая
  - Во Франции в рамках празднования 100-летия Парижской коммуны на кладбище Пер-Лашез были торжественно перезахоронены останки коммунара Адриена Лежёна, скончавшегося в 1942 году в Новосибирске.
  - Катастрофа Ту-134 в Риеке, погибли 78 человек (первая катастрофа Ту-134 с начала пассажирской эксплуатации).
- 25 мая — на парламентских выборах в Южной Корее победила правящая Демократическая республиканская партия, получившая 48,8% и 113 из 204 мест в Национальном собрании, оппозиционная Новая демократическая партия – 44,4% и 89 мест.
- 25—29 мая — в Праге прошёл XIV съезд Коммунистической партии Чехословакии, первый после событий 1968 года.
- 26 мая — в Чили прошёл первый общенациональный субботник.
- 27 мая — президент Египта Анвар Садат и Председатель Президиума Верховного Совета СССР Н. В. Подгорный подписали в Каире Договор о дружбе и сотрудничестве между СССР и ОАР.
- 28 мая
  - Министр иностранных дел Чили Клодомиро Альмейда подписал в Москве экономические соглашения между СССР и Чили.
  - На межпланетную траекторию была выведена АМС «Марс-3», впервые успешно доставившая советский прибор (ПрОП-М) на поверхность Марса, однако сигнал пропал менее чем через 20 секунд.
- 30 мая
  - В Троице-Сергиевой лавре открылся Поместный собор Русской православной церкви. Завершился 2 июня избранием Пимена Патриархом Московским и всея Руси (сменил патриарха Алексия I, скончавшегося в 1970 году)[24].
  - Была запущена американская АМС «Маринер-9».

### Июнь
- 1 июня
  - На Мадагаскаре снят со всех постов и арестован бывший вице-президент, министр внутренних дел и генеральный секретарь Социал-демократической партии Андре Ресампа.
  - В Маниле начала работу избранная в 1970 году Конституционная ассамблея Филиппин, которая должна разработать новую конституцию.
- 4 июня — СССР предложил рассмотреть на 26-й сессии Генеральной Ассамблеи ООН вопрос «О разработке международного договора о Луне». СССР представил проект договора, включающий отказ держав от размещения на Луне ядерного оружия, от прав собственности на поверхность и недра Луны и т. д.
- 6 июня
  - В СССР стартовал космический корабль «Союз-11». Экипаж: командир корабля Г. Т. Добровольский, бортинженер В. Н. Волков и инженер-испытатель В. И. Пацаев. Космонавты осуществляли полёт без скафандров. При посадке, 29 июня, произошла гибель экипажа.
  - Над горами Сан-Гейбриел в Калифорнии столкнулись самолёты McDonnell Douglas DC-9-31 авиакомпании «Hughes Airwest» и истребитель McDonnell Douglas F-4B-18-MC Phantom II Корпуса морской пехоты США. Погибли 50 человек.
- 7—11 июня — в Улан-Баторе прошёл XVI съезд правящей в Монголии Монгольской народно-революционной партии, генеральным секретарём партии в очередной раз переизбран Юмжагийн Цеденбал.
- 8-23 июня — СССР провёл военно-морские учения «Юг-71» на южном побережье Крыма.
- 11 июня — Совет революционного командования Ливийской Арабской Республики принял решение о создании в стране правящей партии — Арабского социалистического союза по образцу одноимённой партии в Египте[25].
- 11—13 июня — в пригороде Парижа Эпине-сюр-Сен прошёл объединительный съезд Социалистической партии, Конвента республиканских институтов и ряда левых группировок. Создана Французская социалистическая партия, первым секретарём которой был избран Франсуа Миттеран.
- 12—14 июня — на Мальте прошли парламентские выборы. Лейбористская партия получила 50,8% голосов и 28 из 55 мест в парламенте, Националистическая партия – 48% и 27 мест. 16 июня лидер лейбористов Доминик Минтофф сформировал правительство, которое предложило генерал-губернатору британцу Морису Дормену покинуть страну, уступив место мальтийцу. 22 июня новым генерал-губернатором стал Энтони Мамо.
- 13 июня — прошли парламентские выборы в Исландии. Правящая коалиция социал-демократов и Партии независимости потерпела поражение, потеряв 2 места в альтинге. Правительство Йоуханна Хафстейна уходит в отставку.
- 14 июня — в результате подрыва шизофреником взрывного устройства в автобусе в г. Краснодар погибли 10 человек.
- 17 июня — Япония и США подписали соглашение о возврате Японии островов Окинава и Дайто.
- 15—19 июня — в Берлине проходил VIII съезд правящей в ГДР Социалистической единой партии Германии, первым секретарём ЦК переизбран Эрих Хонеккер.
- 27 июня — на парламентских выборах в Болгарии Болгарская коммунистическая партия получила 268 из 400 мест в Великом народном собрании, Болгарский земледельческий народный союз – 100 мест.
- 28 июня — указом Президиума Верховного Совета СССР частично изменена линия границы между Узбекской ССР и Казахской ССР[26].
- 28 июня—11 июля — в Рангуне (Бирма) прошёл I съезд Партии бирманской социалистической программы, председателем партии избран Не Вин.
- 29 июня — при возвращении на Землю спускаемого аппарата космического корабля «Союз-11» произошла его разгерметизация. Погиб весь экипаж корабля: Георгий Добровольский, Владислав Волков и Виктор Пацаев.
- 30 июня
  - В США вступила в силу конституционная поправка, снизившая возрастной избирательный ценз с 21 года до 18 лет.
  - В Югославии приняты конституционные поправки, расширяющие права союзных республик и хозяйственных предприятий. Учреждён Президиум СФРЮ.

### Июль
- 1 июля
  - Совершено неудачное покушение на президента Южной Кореи генерала Пак Чжон Хи.
  - В Париже на переговорах по урегулированию во Вьетнаме министр иностранных дел Временного революционного правительства Республики Южный Вьетнам Нгуен Тхи Бинь выдвинула план урегулирования из 7 пунктов, поддержанный СССР.
- 3 июля
  - В СССР на Балтийском заводе (Ленинград) заложен первый атомный ледокол серии «Арктика».
  - В авторитарных условиях «Нового порядка» в Индонезии прошли парламентские выборы, правящая партия Голкар получила 62,8% голосов и 236 из 360 мест в Совете народных представителей.
- 4 июля — из Доминиканской республики в Испанию выслан бывший руководитель военного переворота 1963 года генерал Элиас Вессин-и-Вессин, обвинённый президентом Хоакином Балагером в организации нового заговора.
- 5 июля
  - В Афганистане Абдул Захир сменяет Нур Ахмада Эттемади на посту премьер-министра после майских волнений в Кабуле и Джелалабаде и критики правительства в прессе.
  - Президентом Гондураса после военного правления становится победивший на выборах профессор столичного университета Рамон Крус.
- 6 июля
  - Президент Малави Хастингс Камузу Банда принёс присягу в качестве пожизненного президента страны.
  - В Нидерландах сформировано новое коалиционное правительство во главе с Барентом Бисхёвелом (Антиреволюционная партия).
- 7 июля — в Португалии Национальная комиссия свободы слова призвала к полной отмене цензуры печати. Через месяц новый закон о печати формально отменил цензуру с середины 1972 года, однако сохранил тюремные сроки для редакторов и журналистов за статьи, направленные против «национальных интересов».
- 9 июля
  - Военный совет Гвинеи приговорил к смертной казни начальника штаба обороны страны генерала Н. Кейту и 7 высших офицеров, обвинённых в государственной измене.
  - На всеобщих выборах в Иране правящая партия Иране новин получила 230 из 268 мест в маджлисе, партия Мардом – 37 мест.
  - В Чили произошло землетрясение силой до 10 баллов. В городах центральных провинций разрушены от 30 % до 90 % зданий.
- 10 июля
  - В Марокко произошла попытка военного переворота и убийства короля Хасана II, возглавляемая начальником королевского военного кабинета генералом Мухаммедом Медбухом. В ходе подавления мятежа Медбух был убит, Ливия обвинена в инспирировании революции в Марокко.
  - США объявили о частичном снятии эмбарго на торговлю с Китайской Народной Республикой.
- 11 июля — Национальный конгресс Чили принял по предложению правительства Сальвадора Альенде конституционные поправки, позволяющие проводить национализацию природных ресурсов и средств производства. В тот же день в Ранкагуа торжественно оглашены декреты о национализации американских компаний «Анаконда», «Коннектикут» и «Серо-Корпорейшн».
- 13 июля
  - По результатам выборов, прошедших 13 июня, в Исландии сформировано правительство Оулавюра Йоуханнессона (коалиция Прогрессивной партии, Народного союза и Союза либералов и левых).

- - В Марокко расстреляны 4 генерала и ещё 6 руководителей попытки свержения монархии 10 июля.
- 17 июля — в СССР объявлено о приёме госкомиссией научно-исследовательского судна «Космонавт Юрий Гагарин», самого большого на тот момент научного корабля в мире[26] (продан на металлолом в 1996 году[27]).
- 18 июля — 6 княжеств британского протектората Договорный Оман подписали в Дубае соглашение об объединении в единое государство — Объединённые Арабские Эмираты и приняли временную конституцию. Эмират Рас-эль-Хайма присоединился к договору в феврале 1972 года.
- 19 июля — в Москве открылся VII Московский международный кинофестиваль (закрылся 3 августа)[26]. Золотые призы получили сразу три фильма: «Признание комиссара полиции прокурору республики» (Италия, реж. Дамиано Дамиани), «Обнажённые девятнадцатилетние» (Япония, реж. Канэто Синдо) и «Белая птица с чёрной отметиной» (СССР, реж. Юрий Ильенко)[28].
- 23 июля — в Лондоне скончался президент Либерии Уильям Табмен. На следующий день в Монровии на пост президента вступил Уильям Толберт, занимавший пост вице-президента Либерии.
- 24 июля — в авиационной катастрофе погиб верховный главнокомандующий вооружёнными силами Ливана генерал Ж. Нужейм.
- 25 июля — Катастрофа Ту-104 в Иркутске, погибли 97 человек.
- 26 июля — старт космического корабля «Аполлон-15» (США), приземление 7 августа. Экипаж — Дэвид Скотт, Альфред Уорден, Джеймс Ирвин. Четвёртая экспедиция на Луну. После посадки на Луну Д. Скотт и Дж. Ирвин совершили три выхода на поверхность спутника и на «лунной тележке» проделали путь около 28 километров.
- 27 июля — Всеобщий национальный конгресс Арабского социалистического союза Египта принял Программу национальных действий, предусматривающую развитие общественного сектора экономики, как «основы социалистического развития».
- 29 июля — Союзная скупщина Югославии переизбрала Иосипа Броз Тито президентом страны.
- 30 июля
  - Союзная скупщина Югославии назначила председателем Союзного исполнительного веча (правительства) СФРЮ Джемала Биедича вместо Мити Рибичича.
  - КНР отвергла предложение СССР о созыве конференции 5 ядерных держав для рассмотрения вопроса о ядерном разоружении.
  - Столкновение над Сидзукуиси (Япония). Крупнейшая авиакатастрофа в мире на тот момент (162 погибших).

#### Без точных дат
- В Бурунди объявлено о раскрытии антиправительственного заговора. Арестованы бывший начальник штаба армии, три бывших министра иностранных дел и ряд офицеров.

### Август
- 2 августа — премьер-министром Народной Демократической Республики Йемен назначен Али Насер Мухаммед.
- 6 августа — премьер-министром Марокко стал министр финансов Мохаммед Карим Ламрани, сменивший Ахмеда Лараки.
- 8 августа — в Мавритании в условиях однопартийности и безальтернативности прошли всеобщие выборы. Все места в парламенте получила правящая Народная партия, президент Моктар ульд Дадда переизбран президентом на третий срок.
- 9 августа — в Дели министрами иностранных дел СССР и Индии А. А. Громыко и С. С. Сингхом подписан Договор о мире, дружбе и сотрудничестве между СССР и Индией.
- 13 августа — премьер-министр Ливии Муаммар Каддафи сформировал новый кабинет. Министр иностранных дел Ливии не был назначен до июля 1972 года.
- 15 августа
  - Получил независимость протекторат Великобритании эмират Бахрейн. Эмир Иса ибн Салман Аль Халифа отказался от договора 1968 года о вхождении Бахрейна в состав Объединённых Арабских Эмиратов.
  - Президент Ричард Никсон в воскресном телеобращении объявил о выходе США из Бреттон-вудской системы, фактическом отказе Соединённых Штатов от поддержания золотого стандарта.
- 22 августа — военный переворот в Боливии. Президентом стал полковник Уго Бансер.
- 27 августа — власти Чада объявили о подавлении попытки государственного переворота, возглавляемого бывшим депутатом А. Абдаллой.
- 31 августа — конгресс Никарагуа отменил конституцию 1950 года, после чего (в сентябре) самораспустился, назначив выборы в Учредительное собрание, которое должно было выработать новую конституцию.

#### Без точных дат
- Правительство Австралии объявило о выводе всех австралийский войск из Южного Вьетнама

### Сентябрь
- 1 сентября
  - На референдумах в Египте, Ливии и Сирии одобрена конституция Федерации Арабских Республик в составе этих трёх стран.
  - Провозглашена независимость государства Катар, бывшего протекторатом Великобритании. Катар отказался войти в состав Объединённых Арабских Эмиратов[29].
- 2 сентября
  - Египет, носивший название Объединённая Арабская Республика, переименован в Арабскую Республику Египет[30].
  - В СССР запущена автоматическая станция «Луна-18». 11 сентября она разбилась на поверхности Луны[31].
- 3 сентября — подписано новое четырёхстороннее соглашение по Западному Берлину.
- 4 сентября — Катастрофа Boeing 727 под Джуно — первая катастрофа отдельного самолёта в США, в которой погибли свыше ста человек (111).
- 11 сентября — в Египте на референдуме принята постоянная конституция страны, провозгласившая страну «социалистическим демократическим государством».
- 13 сентября — в авиакатастрофе в Монголии вместе со своей семьёй погиб Линь Бяо, китайский политический деятель, бывший «правой рукой» и официальным наследником Мао Цзэдуна.
- 13—16 сентября — в Иране проходили торжества по случаю 2500-летия иранского государства.
- 16 сентября — Катастрофа Ту-134 под Киевом, погибли 49 человек.
- 21 сентября — на парламентских выборах в Дании победила Социал-демократическая партия, получившая 37,3% голосов и 70 из 179 мест в фолькетинге. Премьер-министром остался Енс Отто Краг.
- 22 сентября
  - В СССР опубликовано сообщение о приёме в эксплуатацию комплекса орошения таджикской части Дальверзинской степи (17 000 га) водами реки Сырдарьи[32].
  - Катастрофа Ан-2 в Кизильском районе.
- 24 сентября
  - Правительство Великобритании выслало из страны большую группу сотрудников посольства СССР, советского торгового представительства и других советских учреждений в Лондоне, обвинив их в «недозволенной деятельности», и развернуло критику в адрес СССР. В ответ на это в Советском Союзе был отменён намеченный на январь 1972 года визит в Москву британского министра иностранных дел и другие визиты британских министров, также выслана большая группа сотрудников посольства и других английских учреждений в Москве, свёрнуты другие контакты.
  - Совет министров СССР принял постановление об организации Сыктывкарского государственного университета[33].
  - Опубликовано совместное постановление ЦК КПСС и Совета министров СССР о дополнительных мерах по обеспечению рационального использования и сохранению природных богатств бассейна озера Байкал[33].
- 25 сентября — в Бресте (БССР) открыт мемориальный комплекс «Брестская крепость-герой»[33].
- 26 сентября — основано виртуальное государство Христиания
- 28 сентября — в СССР запущена автоматическая станция «Луна-19». 3 октября вышла на окололунную орбиту[33].

### Октябрь
- 1 октября
  - Открыт первый тематический парк «Волшебное королевство» компании «Уолт Дисней», входящий в «Диснейуорлд» (Орландо, штат Флорида, США).
  - В Китае в связи с заговором Линь Бяо отменены массовые торжества по случаю 22-й годовщины образования КНР.
- 2 октября — в Южном Вьетнаме прошли безальтернативные президентские выборы, президент Нгуен Ван Тхьеу был переизбран.
- 3 октября — в Гвинее завершён начавшийся 29 июля судебный процесс по делу об организации государственного заговора. Осуждены 21 министр, 12 послов и губернаторов, большинство высших офицеров армии, республиканской гвардии и жандармерии, множество руководящих государственных и партийных работников, директоров предприятий и государственных компаний.
- 4 октября
  - СССР завершил выполнение программы исследования Луны с помощью автоматического самоходного аппарата «Луноход-1»[33].
  - Президент Египта Анвар Садат избран председателем Президентского совета Федерации Арабских Республик, а Каир стал столицей федерации.
- 10 октября
  - В Австрии прошли досрочные выборы в Национальный совет (нижнюю палату парламента). Правящая Социалистическая партия Австрии укрепила свои позиции, получив 50% голосов и 93 места из 183 в Национальном совете.
  - Председатель Совета революционного командования и премьер-министр Ливии Муаммар Каддафи на выступлении в городе Сабрат заявил, что с 11 сентября находился в «добровольной отставке».
  - Катастрофа Ту-104 под Москвой, погибли 25 человек.
- 12 октября — в Судане в ходе референдума президентом страны избран генерал-майор НДжафар Нимейри. Возглавляемый им правящий Революционный совет распущен. Он занял также посты премьер-министра и главнокомандующего вооружёнными силами.
- 18 октября — в Экваториальной Гвинее издан Закон № 1, предполагавший смертную казнь за угрозы президенту и правительству. Оскорбление президента и правительства каралось 30 годами тюрьмы.
- 19 октября — в Республике Тринидад и Тобаго введено чрезвычайное положение.
- 20 октября
  - В Камбодже введено чрезвычайное положение.
  - В Пекин прибыла делегация США во главе с помощником президента по вопросам национальной безопасности Генри Киссинджером. Она определила дату визита в КНР президента США Ричарда Никсона в 1972 году.
  - Президент Туниса Хабиб Бургиба принял решение о выводе из состава ЦК и из рядов правящей Социалистической дустуровской партии лидера либеральной оппозиции Ахмеда Местири, смещённого в начале месяца с поста министра внутренних дел.
- 21 октября — группа Сандинистского фронта национального освобождения Никарагуа угнала в Коста-Рике самолёт с тремя гражданами США — служащими компании  «Юнайтед фрут». В обмен на них были освобождены из тюрем Никарагуа лидеры СФНО Карлос Фонсека, Умберто Ортега, Плутарко Эрнандес и Руфо Марин.
- 25 октября — КНР принята в ООН и заняла место в Совете Безопасности ООН вместо Тайваня.
- 27 октября
  - Демократическая Республика Конго переименована в Республику Заир.
  - В Египте в условиях однопартийности и безальтернативности прошли выборы в Народное собрание, все места получил правящий Арабский социалистический союз..
- 29 октября — в Финляндии из-за разногласий в правящей коалиции ушло в отставку правительство Ахти Карьялайнена. Парламент распущен, на январь 1972 года назначены новые выборы. Сформирован рабочий кабинет во главе с Теуво Аура.
- 31 октября — на парламентских выборах в Швейцарии Социал-демократическая партия получила 22,9% голосов и 46 мест из 200 мест в Национальном совете, Свободная демократическая партия – 21,7% и 49 мест, Христианско-демократическая народная партия – 20,4% и 44 места.

### Ноябрь
- 1—7 ноября — в Албании проходил VI съезд Албанской партии труда, первым секретарём ЦК переизбран Энвер Ходжа.
- 7 ноября — досрочные парламентские выборы в Бельгии, Социально-христианская партия (Бельгия) получила 30% голосов и 67 из 212 мест в Палате представителей, социалистическая партия – 27,2% и 61 место, Гастон Эйскенс остался на посту премьер-министра.
- 10 ноября — премьер-министр Революционного правительства Кубы Фидель Кастро начал многодневный визит в Чили по приглашению президента Сальвадора Альенде. Визит завершён 4 декабря.
- 12 ноября — Катастрофа Ан-24 в Виннице, погибли 48 человек.
- 12—14 ноября В Ломе прошёл I съезд созданной президентом Того генералом Гнассигбе Эйадемой партии Объединение тоголезского народа.
- 13 ноября — Катастрофа Ан-24 под Керчью, погибли 6 человек.
- 14 ноября
  - В ГДР прошли выборы в Народную палату (парламент) и окружные народные представительства. Все 500 избранных депутатов Народной палаты были кандидатами из списка Национального фронта ГДР.
  - Американская автоматическая межпланетная станция «Маринер-9» стала первым искусственным спутником Марса.
- 15 ноября
  - Фирма «Intel» выпустила свой первый микропроцессор — модель «4004».
  - В Москве подписано соглашение о создании международной системы и организации космической связи «Интерспутник».
  - Президент Ирака генерал Ахмед Хасан аль-Бакр опубликовал разработанный руководством иракской Партии арабского социалистического возрождения проект Хартии национальных действий. Начаты переговоры с Коммунистической партией Ирака и Демократической партией Курдистана о создании единого фронта партий.
- 17 ноября — премьер-министр Таиланда фельдмаршал Таном Киттикачон отменил конституцию, распустил парламент и политические партии и ввёл в стране военное положение.
- 18 ноября — КНР произвела очередное атмосферное испытание ядерного оружия.
- 21 ноября — начались вооружённые столкновения на границе между Индией и Пакистаном.
- 23 ноября
  - Подписано соглашение, согласно которому США передали Гондурасу острова Суон (Карибское море), занятые Соединёнными Штатами в 1856 году.
  - В Пакистане введено чрезвычайное положение и начата мобилизация.
- 24 ноября — премьер-министр Южной Родезии Ян Смит и министр иностранных дел Великобритании Александр Дуглас-Хьюм подписали в Солсбери соглашение об урегулировании родезийского кризиса. Соглашение не поддержано ООН и большинством стран мира.
- 26—27 ноября — в Чехословакии прошли выборы в высшие и местные органы власти, 145 мест из 200 в Национальном собрании получила Коммунистическая партия Чехословакии.
- 27 ноября — советская автоматическая станция «Марс-2» вышла на орбиту планеты Марс и отправила на его поверхность вымпел с изображением герба СССР.
- 28 ноября
  - В Каире палестинскими боевиками убит премьер-министр Иордании Васфи Телль.
  - В Уругвае прошли всеобщие выборы и референдум по изменениям к конституции, позволяющим действующему президенту Хорхе Пачеко быть переизбранным на очередной срок. Изменения конституции не были одобрены, президентом был избран кандидат правящей партии «Колорадо» Хуан Бордаберри, получивший 22,8% голосов.
- 29 ноября — Генеральная ассамблея ООН одобрила Конвенцию о международной ответственности за ущерб, причинённый космическими объектами.
- 30 ноября — вооружённые силы Ирана высадили десанты на островах Бу-Муса (принадлежал эмирату Шаржда), Томбе-Бозорг и Томбе-Кучек (принадлежали эмирату Рас эль-Хайма) в Персидском заливе и захватили их.

### Декабрь
- 1 декабря — Катастрофа Ан-24 под Саратовом, погибли 57 человек.
- 2 декабря
  - Впервые в истории космонавтики спускаемый аппарат советской автоматической станции «Марс-3» совершил мягкую посадку на поверхность планеты Марс.
  - Провозглашена независимость Объединённых Арабских Эмиратов, объединивших эмираты Абу-Даби, Дубай, Шаржда, Аджман, Умм эль-Кайвайн и Фуджейра, входивших ранее в британский протекторат Договорный Оман.
- 3 декабря — ВВС Пакистана подвергли бомбардировке 12 аэродромов в Индии, начав Третью индо-пакистанскую войну.
- 4 декабря — над Роли (Северная Каролина) столкнулись самолёты McDonnell Douglas DC-9-31 авиакомпании Eastern Air Lines и частная Cessna 206, погибли 2 человека.
- 6—11 декабря — в Польше прошёл VI съезд правящей Польской объединённой рабочей партии (ПОРП). На съезде присутствовал лидер СССР Л. И. Брежнев.
- 8 декабря — Португалия продлила на 5 лет (до 1976 года) соглашение о военной базе США на Азорских островах.
- 9 декабря — принят третий Кодекс законов о труде РСФСР.
- 12 декабря — в Греции под контролем армии сформирован Консультативный совет по вопросам законодательства и выбраны советы периферийных управлений.
- 16 декабря
  - Капитулировали пакистанские войска в Восточном Пакистане (Бангладеш).
  - После массовых забастовок на острове Маврикий правительство Сивусагура Рамгулама вводит чрезвычайное положение и запрещает 13 профсоюзов.
  - Конгресс США большинством голосов отверг одобренную Сенатом «поправку Мансфилда», предусматривавшую установление окончательной даты вывода всех американских войск из стран Индокитая.
- 18 декабря
  - Премьер-министр Греции полковник Георгиос Пападопулос объявил об отмене чрезвычайного положения на территории страны (исключая Афины, Пирей и Салоники).
  - В Чили происходят выступления оппозиции, названные «кастрюльным бунтом». Протестующими разбит автомобиль президента Сальвадора Альенде. В Сантьяго введено чрезвычайное положение и комендантский час.
- 20 декабря
  - В Пакистане после поражения в войне с Индией командование армии принуждает к отставке президента генерала Ага Мухаммеда Яхья Хана. Президентом назначен лидер Пакистанской народной партии Зульфикар Али Бхутто.
  - Великобритания эвакуировала базу ВВС в Шардже (Объединённые Арабские Эмираты).
- 21 декабря — Совет Министров СССР своим постановлением освободил рабочих и служащих, получивших от своих предприятий, учреждений и организаций земельные участки под сады и огороды (дачные участки) от уплаты сельскохозяйственного и подоходного налогов за их пользование
- 22 декабря 
  - В Дакку прибыло первое правительство Бангладеш во главе с Таджуддином Ахмедом.
  - Основана организация «Врачи без границ»[34].
- 24 декабря — в Италии в ходе 24-го тура голосования президентом страны избран христианский демократ Джованни Леоне, победивший социалиста Пьетро Ненни
- 26 — 30 декабря — ВВС США производят массированные бомбардировки ДРВ.

#### Без точных дат
- В Староладожской крепости открылся Староладожский краеведческий музей, на базе которого в 1984 году образован Староладожский историко-архитектурный и археологический музей-заповедник[35].

## Авиация
См. также: Авиационные происшествия 1971 года

## Персоны года
Человек года по версии журнала Time — Ричард Никсон, президент США.

## Родились
См. также: Категория:Родившиеся в 1971 году

### Январь
- 2 января — Рене Элиз Голдсберри, американская актриса, певица и автор песен.
- 3 января — Сара Кристин Смит, американская актриса, танцовщица и певица.
- 7 января — Джереми Реннер, американский актёр кино.
- 8 января — Жеральдин Пелас, французская актриса.
- 11 января — Мэри Джей Блайдж, американская певица в жанрах R&B, соул и хип-хоп, автор песен, музыкальный продюсер и актриса.
- 12 января — Алёна Хмельницкая, российская актриса, телеведущая.
- 15 января — Реджина Кинг, американская актриса и телевизионный режиссёр.
- 17 января
  - Ричард Бёрнс, английский гонщик, чемпион мира по ралли 2001 года (ум. в 2005).
  - Вадим Колганов, актёр театра и кино, Заслуженный артист России.
  - Сильви Тестю, французская актриса.
- 18 января
  - Джонатан Дэвис, американский музыкант и певец (Korn).
  - Хосеп Гвардиола, испанский футболист и тренер.
  - Ксения Энтелис, российская актриса театра и кино.
- 19 января
  - Шон Уэйанс, американский актёр, продюсер.
  - Рэйчел Латтрелл, канадская актриса.
- 20 января — Деррик Грин, музыкант и вокалист группы Sepultura
- 22 января — Кэти Финнеран, американская актриса и режиссёр.
- 24 января — Тоня Кроу, американская телевизионная актриса.
- 25 января — Ана Ортис, американская актриса
- 27 января — Фанн Вонг, сингапурская актриса, певица и фотомодель.
- 31 января
  - Патрисия Веласкес, известная венесуэльская киноактриса и модель.
  - Ли Ён Э, южнокорейская актриса и модель.
  - Даниэль Ферланд, американская актриса и певица.

### Февраль
- 1 февраля
  - Майкл Си Холл, американский актёр.
  - Георгий Черданцев, российский спортивный комментатор.
  - Ребекка Крескофф, американская актриса
  - Адриана Лесса, бразильская актриса и диктор радио.
- 3 февраля — Элиза Донован, американская актриса, писательница, кинопродюсер, танцовщица, гимнастка и конник.
- 5 февраля — Сара Линн Эванс, американская кантри певица и композитор.
- 6 февраля — Пётр Чернышёв, советский, российский и американский фигурист.
- 7 февраля — Анита Цой, российская певица, заслуженная артистка России.
- 8 февраля
  - Дмитрий Нелюбин, советский и российский велогонщик, олимпийский чемпион–1988, самый юный олимпийский чемпион-мужчина в истории советского спорта (погиб в 2005).
  - Сьюзан Миснер, американская актриса.
- 10 февраля — Лиза Мари Варон, американский рестлер и бывший культурист.
- 11 февраля — Дэмиэн Льюис, британский актёр, продюсер.
- 15 февраля — Рене О’Коннор, американская актриса, продюсер и режиссёр.
- 16 февраля — Аманда Холден, британская актриса и телеведущая.
- 17 февраля — Дениз Ричардс, американская актриса.
- 19 февраля — Лиза МакКьюн, австралийская актриса.
- 20 февраля — Яри Олави Литманен, финский футболист.
- 21 февраля
  - Дмитрий Горшков, старший лейтенант милиции, Герой Российской Федерации (погиб в 1999).
  - Леа Салонга, филиппинская певица и актриса
- 24 февраля — Кристофер Луц, немецкий шахматист, гроссмейстер (1992).
- 25 февраля — Шон Астин, американский актёр, режиссёр, продюсер.
- 26 февраля — Элен Сегара, французская певица.
- 27 февраля
  - Анна Никитична Толстая (Фёкла Толста́я), российская журналистка, радио- и телеведущая.
  - Розонда Томас, американская R’n’B / поп-певица, танцовщица и актриса, участница группы TLC.
  - Эвелина Хромченко, российский журналист, телеведущая и писательница.
- 28 февраля — Таша Смит, американская актриса.

### Март
- 7 марта — Франческа Реттондини, итальянская актриса и фотомодель.
- 11 марта — Йонас Карлссон, шведский киноактёр
- 13 марта — Адина Портер, американская актриса.
- 15 марта — Пенни Ланкастер, английская фотомодель и фотограф.
- 19 марта — Надя Ауэрман, немецкая супермодель и актриса.
- 23 марта
  - Карен Макдугал, американская актриса и фотомодель.
  - Ясмин Гаури, канадская топ-модель.
- 24 марта — Мегин Прайс, американская актриса
- 28 марта — Ульяна Урванцева, российская актриса
- 31 марта
  - Юэн Макгрегор, актёр.
  - Павел Буре, российский хоккеист, чемпион мира, заслуженный мастер спорта России..

### Апрель
- 1 апреля — Джессика Коллинз, американская телевизионная актриса.
- 3 апреля — Анастасия Заворотнюк, российская актриса театра и кино, телеведущая, заслуженная артистка Российской Федерации.(ум. в 2024)
- 5 апреля
  - Валерия Арланова, белорусская актриса кино и театра, ведущий мастер сцены Театра-студии киноактёра в г. Минске.
  - Криста Аллен, американская актриса и модель.
  - Эдуард Саркисов, советский и российский футболист, российский футбольный тренер.
- 6 апреля 
  - Кирилл Андреев, российский певец, солист группы «Иванушки International», ведущий «Music box news».
  - Денис Суханов, российский актёр театра и кино, народный артист России, лауреат Государственной премии Российской Федерации.
- 7 апреля
  - Георгий Дронов, российский актёр театра и кино, режиссёр.
  - Дженнифер Швалбах-Смит, американская актриса, кинорежиссёр, кинопродюсер и журналистка.
- 11 апреля — Оливер Ридель, музыкант, басист «Rammstein».
- 12 апреля — Шеннен Доэрти, американская актриса.
- 13 апреля — Дина Корзун, российская актриса театра и кино
- 17 апреля
  - Клэр Суини, английская актриса, певица и телеведущая.
  - Ольга Цинк, российская актриса театра и кино.
- 18 апреля
  - Тамара Браун, американская телевизионная актриса
  - Наталья Стефаненко, российская и итальянская модель, актриса и телеведущая.
  - Екатерина Семёнова, российская актриса театра и кино.
- 22 апреля — Эрик Мабиус, американский актёр.
- 27 апреля — Малгожата Кожуховская, польская актриса театра, кино, радио и телевидения, также актриса озвучивания.
- 28 апреля — Бриджит Мойнахан, американская фотомодель, актриса.
- 29 апреля — Дэрби Стэнчфилд, американская актриса

### Май
- 1 мая — Аджит Кумар, индийский актёр и автогонщик.
- 3 мая — Ксения Качалина, российская киноактриса.
- 4 мая — Леонид Слуцкий, российский футбольный тренер.
- 6 мая
  - Андрей Днепровский, российский военнослужащий, прапорщик, Герой Российской Федерации (погиб в 1995).
  - Виталий Ермаков, российский военнослужащий, гвардии старший лейтенант, Герой Российской Федерации (погиб в 1994).
- 7 мая — Лола Бальдрик, испанская певица и актриса театра и кино
- 10 мая — Лесли Стефансон, американская актриса, фотомодель, художница и скульптор.
- 12 мая — Джейми Лунер, американская телевизионная актриса
- 13 мая — Имоджен Бурмен, английская актриса
- 14 мая — София Коппола, американский кинорежиссёр, сценарист, актриса и кинопродюсер.
- 19 мая — Лера Кудрявцева, российская телеведущая, актриса, танцовщица.
- 23 мая — Лорел Холломен, американская актриса
- 24 мая — Вивиан Пазмантер, бразильская актриса.
- 25 мая — Кристина Орбакайте, эстрадная певица, дочь Аллы Пугачёвы.
- 26 мая — Джессалин Гилсиг, канадская киноактриса
- 27 мая — Пол Беттани, английский актёр.
- 28 мая
  - Екатерина Гордеева, советская и российская фигуристка, выступавшая в парном катании (в паре с Сергеем Гриньковым), двукратная чемпионка Олимпийских игр (1988, 1994), четырёхкратная чемпионка мира, трёхкратная чемпионка Европы и трёхкратная чемпионка мира среди профессионалов. Заслуженный мастер спорта СССР, заслуженный мастер спорта России.
  - Изабель Карре, французская актриса кино, телевидения и театра.
- 30 мая — Идина Мензел, американская актриса театра, кино и телевидения, певица и автор песен.

### Июнь
- 3 июня — Регина Мянник, российская актриса театра и кино.
- 5 июня — Марк Уолберг, американский актёр.
- 6 июня— Владимир Сычёв, российский актёр кино и телевидения.
- 7 июня — Аня Лундквист, шведская актриса театра и кино.
- 9 июня — Виталий Горин, российский военнослужащий, старший лейтенант, Герой Российской Федерации (погиб в 1995).
- 11 июня
  - Евгения Крюкова, российская актриса театра и кино.
  - Олег Терёшкин, российский военнослужащий, прапорщик,  Герой Российской Федерации (погиб в 1995)
- 16 июня — Тупак Амару Шакур, американский рэп-исполнитель, поэт, актёр (ум. в 1996).
- 21 июня — Фарид Мондрагон, колумбийский вратарь, самый возрастной футболист в истории чемпионатов мира.
- 22 июня — Мэри Линн Райскаб, американская актриса и комедиантка
- 23 июня — Мафик, автор и исполнитель песен в жанре русский шансон.
- 28 июня — Норика Фудзивара, японская модель, актриса, сэйю, продюсер, телеведущая и медиаперсона.
- 28 июня — Илон Маск, американский предприниматель, инженер и миллиардер.
- 29 июня — Кристина Чанг, американская телевизионная актриса.
- 30 июня — Моника Поттер, американская актриса

### Июль
- 1 июля
  - Джулианна Николсон, американская актриса кино и телевидения
  - Мелисса Питерман, американская актриса, комедиантка, кинопродюсер и певица.
- 3 июля — Бенедикт Вонг, британский актёр.
- 4 июля — Эстель Скорник, французская актриса.
- 6 июля
  - Мари Элина Книхтиля, финская актриса.
  - Дженна Геринг, американская актриса, фотомодель и преподаватель актёрского мастерства.
- 7 июля — Дмитрий Кобылкин, губернатор Ямало-Ненецкого АО (Россия).
- 10 июля — Юлия Свежакова, российская актриса.
- 11 июля
  - Лейша Хейли, американская певица, актриса.
  - Дмитрий Коробкин, российский режиссёр, оператор.
- 22 июля — Михаил Кавелашвили, президент Грузии с 2024 года, ранее советский и грузинский футболист.
- 16 июля — Виктория Тарасова, российская актриса.
- 17 июля — Александр Невский, российский культурист, сценарист, режиссёр, продюсер, актёр.
- 18 июля
  - Леонид Барац, российский актёр, сценарист, один из основателей комического театра «Квартет И», заслуженный артист Российской Федерации.
  - Анна Яновская, российская киноактриса.
- 19 июля — Виталий Кличко, украинский боксёр-супертяжеловес, политический деятель.
- 20 июля — Сандра О, канадская актриса.
- 21 июля
  - Нонна Гришаева, российская актриса театра, кино и телевидения, телеведущая и певица, заслуженная артистка Российской Федерации.
  - Шарлотта Генсбур, англо-французская актриса, певица.
- 23 июля
  - Стейси Мистисин, канадская актриса и диджей.
  - Алиса Богарт, российская актриса театра и кино.
- 25 июля — Мириам Шор, американская актриса театра, кино и телевидения.
- 28 июля — Абу Бакр аль-Багдади, лидер террористической организации «Исламское государство».
- 29 июля — Моника Кэлхун, американская актриса.
- 30 июля — Кристин Тейлор, американская актриса.
- 31 июля
  - Ив Бест, английская актриса.
  - Кристина Кокс, канадская актриса.

### Август
- 1 августа
  - Ксения Кутепова, советская и российская актриса. Заслуженная артистка Российской Федерации (2004).
  - Полина Кутепова, советская и российская актриса. Заслуженная артистка Российской Федерации (2004).
- 2 августа — Элис Эванс, американо-английская актриса.
- 6 августа — Меррин Данги, американская телевизионная актриса
- 7 августа — Сидни Пенни, американская актриса.
- 9 августа
  - Роман Романенко, российский космонавт, депутат Государственной Думы РФ, Герой Российской Федерации.
  - Юрий Сидоров, российский военнослужащий, Герой Российской Федерации (погиб в 1995).
- 10 августа
  - Рой Кин, ирландский футболист и тренер.
  - Джастин Теру, американский актёр, сценарист и режиссёр.
- 12 августа
  - Пит Сампрас, американский теннисист.
  - Ребекка Гейхарт, американская актриса, модель.
  - Иветт Николь Браун, американская актриса.
- 13 августа
  - Валерий Варфоломеев,  российский военный деятель, контр-адмирал, Герой Российской Федерации.
  - Владимир Вдовиченков, российский актёр.
  - Мориц Бляйбтрой, немецкий актёр.
  - Хайке Макач, немецкая актриса, телеведущая и певица.
- 14 августа — Петер Францен, финский актёр.
- 18 августа — Анна Плисецкая, балерина, актриса из династии Плисецких — Мессереров.
- 20 августа
  - Дэвид Уолльямс, английский комик, актёр, писатель и телеведущий, наиболее известный по работе над скетч-сериалом «Маленькая Британия»
  - Станислав Костюшкин, российский певец и поэт, бывший участник группы «Чай вдвоём», создатель проекта «A-Dessa», предприниматель.
- 22 августа — Ричард Армитидж, британский актёр.
- 26 августа — Талия, мексиканская поп-певица и актриса.
- 29 августа 
  - Карла Гуджино, американская киноактриса.
  - Кэндис Кейн, американская актриса и перформанс-артист.
- 30 августа — Елена Галицына, российская топ-модель, певица, телеведущая.
- 31 августа
  - Крис Такер, американский комедийный актёр, также выступающий в жанре stand-up comedy.
  - Кинга Прайс, польская актриса.

### Сентябрь
- 1 сентября
  - Евгений Пчелов, русский историк.
  - Геннадий Бачинский, российский радио- и телеведущий (погиб в 2008).
- 2 сентября — Шона Сэнд, американская актриса и фотомодель.
- 4 сентября — Анита Юань, гонконгская, тайваньская и китайская теле- и киноактриса, лауреат нескольких Hong Kong Film Awards и других премий; певица.
- 6 сентября
  - Аркадий Дорофеев, российский военнослужащий, гвардии младший лейтенант, Герой Российской Федерации.
  - Долорес О'Риордан, ирландская певица, вокалистка и автор слов песен рок-групп The Cranbrries и D. A. R. K.
- 7 сентября — Кирилл Поздняков, российский журналист, теле- и радиоведущий.
- 8 сентября
  - Владимир Епифанцев, российский актёр театра и кино, режиссёр, телеведущий, клипмейкер.
  - Мартин Фримен, английский актёр.
  - Дэвид Аркетт, американский актёр, продюсер, режиссёр, композитор, сценарист.
  - Брук Берк, американская актриса и фотомодель.
- 9 сентября — Генри Джексон Томас-младший, американский актёр.
- 11 сентября
  - Алессандра Росальдо, мексиканская актриса, певица, танцовщица и телеведущая.
  - Ричард Эшкрофт — британский музыкант, вокалист The Verve.
- 14 сентября — Кимберли Уильямс-Пейсли, американская актриса, режиссёр, сценарист и продюсер.
- 16 сентября — Эми Полер, американская актриса, комедиантка, телевизионный режиссёр, сценарист, телевизионный продюсер и певица.
- 17 сентября — Адриана Скленарикова, словацкая супермодель.
- 18 сентября
  - Лэнс Армстронг, американский велогонщик. Многократный триумфатор супервеломногодневки Тур де Франс.
  - Анна Нетребко, российская оперная певица.
  - Джада Пинкетт-Смит, американская актриса, певица, продюсер, режиссёр, писательница и предприниматель.
- 21 сентября
  - Павел Ростовцев, российский биатлонист, трёхкратный чемпион мира, заслуженный мастер спорта России.
  - Ростислав Хаит, украинский актёр, сценарист, один из основателей комического театра «Квартет И».
  - Люк Уилсон, американский актёр.
- 22 сентября — Элизабет Бир, американская писательница-фантаст.
- 27 сентября
  - Агата Кулеша, польская актриса театра, кино, радио и телевидения.
  - Аманда Детмер, американская актриса.
- 30 сентября — Дженна Эльфман, американская актриса.

### Октябрь
- 2 октября — Тиффани, американская певица
- 3 октября — Кевин Ричардсон, певец, бывший участник группы «Backstreet Boys».
- 6 октября — Лола Дуэньяс, испанская киноактриса
- 7 октября — Дмитрий Орлов, российский актёр.
- 8 октября — Владимир Тягичев, российский актёр театра и кино, режиссёр, сценарист, композитор, поэт, певец, телеведущий, диктор, шоумен, продюсер.
- 10 октября
  - Карлос Рейгадас, мексиканский кинорежиссёр, сценарист и кинопродюсер.
  - Нинке Бринкхёйс, нидерландская актриса и преподаватель актёрского мастерства.
- 12 октября
  - Олег Новицкий, российский космонавт, Герой Российской Федерации.
  - Марина Ордина, российская актриса театра и кино.
- 13 октября — Саша Барон Коэн, британский актёр, сценарист, продюсер.
- 14 октября — Александра Лэми, французская актриса, сценарист, кинопродюсер и певица.
- 20 октября
  - Данни Миноуг, австралийская певица, автор песен, актриса театра и кино, фотомодель, телеведущая и модельер.
  - Snoop Dogg, афроамериканский рэпер, продюсер и актёр.
- 24 октября — Каприс Буре, американская модель, актриса и бизнесмен.
- 27 октября — Антон Викторович Короленков, современный русский учёный, историк-антиковед.
- 28 октября
  - Михаил Трухин, российский актёр театра и кино, заслуженный артист России (2010). Известность получил в роли старшего лейтенанта (капитана, майора) Волкова в сериале «Улицы разбитых фонарей».
  - Афена Чу, гонконгская актриса и модель.
- 29 октября — Вайнона Райдер, американская актриса.

### Ноябрь
- 3 ноября — Унаи Эмери, испанский футболист и тренер баскского происхождения
- 4 ноября — Табу, индийская актриса
- 6 ноября — Александр Носик, российский актёр театра и кино.
- 7 ноября — Дмитрий Семёнов, российский военнослужащий, старший лейтенант, Герой Российской Федерации (погиб в 2009).
- 10 ноября — Уолтон Гоггинс, американский актёр, продюсер.
- 13 ноября — Ольга Кульчицкая, украинская артистка театра и кино, народная артистка Украины
- 15 ноября — Вадим Гордеев, российский военнослужащий, майор, Герой Российской Федерации (погиб в 2003).
- 16 ноября — Александр Попов, советский и российский спортсмен, пловец, 4-кратный олимпийский чемпион, 6-кратный чемпион мира, 21-кратный чемпион Европы, заслуженный мастер спорта СССР.
- 21 ноября — Алексей Колган, российский актёр, диктор и пародист.
- 24 ноября — Лола Глодини, американская актриса и кинопродюсер.
- 25 ноября — Кристина Эпплгейт, американская актриса.
- 27 ноября — Дмитрий Сватковский, российский спортсмен и государственный деятель, чемпион Олимпийских игр 2000 года по современному пятиборью, заслуженный мастер спорта СССР.

### Декабрь
- 1 декабря — Эмили Мортимер, английская актриса.
- 2 декабря — Мария Лобачёва, российская актриса кино и театра.
- 5 декабря
  - Александр Блохин, российский военный лётчик, капитан, Герой Российской Федерации (погиб в 2002).
  - Кэли Роша, американская актриса.
- 8 декабря — Майя Мишальска, мексиканская актриса польского происхождения.
- 14 декабря
  - Микаэла Уоткинс, американская комедийная актриса.
  - Тиа Техада, американская актриса.
- 15 декабря — Андрей Ващенко, ректор Волгоградского института бизнеса.
- 17 декабря — Клэр Антониа Форлани, британская киноактриса.
- 21 декабря — Натали Грант, американская певица, автор песен современной христианской музыки и актриса.
- 22 декабря — Инга Ильм, советская и российская актриса, телеведущая и историк искусства.
- 24 декабря — Рики Мартин, пуэрто-риканский поп-музыкант, актёр и писатель.
- 25 декабря
  - Владислав Галкин, советский и российский актёр, заслуженный артист России (2009). (ум. в 2010)
  - Дайдо, британская поп-певица.
- 26 декабря
  - Джаред Лето, американский актёр и рок-музыкант, вокалист альтернативной рок-группы 30 Seconds to Mars, режиссёр, поэт, композитор, художник.
  - Татьяна Сорокко, российская и американская манекенщица, фотомодель, критик и редактор.
- 27 декабря — Сергей Бодров-младший, российский режиссёр, актёр, сценарист (погиб в 2002).
- 30 декабря — Елизавета Листова, российский тележурналист.

## Скончались
См. также: [[Категория:Умершие в 1971 году]]
- 10 января — Коко Шанель — французский модельер, внёсшая значительный вклад в развитие моды в XX веке (род. в 1883).
- 19 января — Николай Рубцов, советский поэт (род. в 1936).
- 23 января — Василий Викулов, советский живописец (род. в 1904).
- 25 января — Герман Гот, германский военачальник, генерал-полковник (род. в 1885).
- 27 января — Хакобо Арбенс, президент Гватемалы в 1951–1954 годах (род. в 1913).
- 1 февраля — Султан Амет-Хан, советский лётчик-ас, дважды Герой Советского Союза (род. в 1920).
- 5 февраля — Матьяш Ракоши, венгерский государственный и политический деятель, генеральный секретарь ЦК Венгерской коммунистической партии в 1945–1948, Первый секретарь ЦК Венгерской партии трудящихся в 1948–1956, Председатель Совета Министров ВНР в 1952–1953 (род. в 1892).
- 17 февраля — Леонид Соболев, русский советский писатель и журналист, Герой Социалистического Труда (род. в 1898).
- 26 февраля — Теодор Сведберг, шведский физико-химик, лауреат Нобелевской премии по химии 1926 года (род. в 1884).
- 25 марта — Арон Крупп, советский поэт, бард (род. в 1937).
- 28 марта — Сиири Ангеркоски, финская актриса театра и кино (род. в 1902).
- 6 апреля — Игорь Стравинский, русский композитор (род. в 1882).
- 12 апреля
  - Серго Закариадзе, грузинский советский актёр, народный артист СССР (род. в 1909).
  - Игорь Тамм, советский физик, лауреат Нобелевской премии по физике 1958 года, академик АН СССР, Герой Социалистического Труда (род. в 1895).
- 21 апреля — Франсуа Дювалье (известный также как «Папа Док»), бессменный президент и диктатор Гаити с 1957 года до своей смерти (род. в 1907).
- 11 мая — Шон Лемасс, премьер-министр Ирландии в 1959–1966 годах (род. в 1899).
- 6 июня — Сергей Денисов, советский лётчик-истребитель и военачальник, генерал-лейтенант авиации, дважды Герой Советского Союза (род. в 1909).
- 14 июня — Карлос Полестико Гарсия, президент Филиппин в 1957–1961 годах (род. в 1896).
- 15 июня — Уэнделл Мередит Стэнли, американский вирусолог и биохимик, лауреат Нобелевской премии по химии 1946 года (род. в 1904).
- 18 июня — Пауль Каррер, швейцарский химик-органик, математик и биохимик, лауреат Нобелевской премии по химии 1937 года (род. в 1889).
- 28 июня — Антанас Венцлова, литовский поэт, прозаик, критик, переводчик (род. в 1906).
- 29 июня
  - Георгий Добровольский, советский космонавт, командир космического корабля «Союз-11», Герой Советского Союза посмертно (гибель экипажа при посадке КК) (род. в 1928).
  - Владислав Волков, советский космонавт, бортинженер космического корабля «Союз-11», дважды Герой Советского Союза посмертно (гибель экипажа при посадке КК) (род. в 1935).
  - 29 июня — Виктор Пацаев, советский космонавт, инженер-испытатель космического корабля «Союз-11», Герой Советского Союза посмертно  (гибель экипажа при посадке КК) (род. в 1933).
- 1 июля — Лоренс Брэгг, австралийский физик, лауреат Нобелевской премии по физике 1915 года, самый молодой нобелевский лауреат по физике за всю историю премии (род. в 1890).
- 3 июля — Джим Моррисон, американский лидер музыкальной группы «The Doors» (род. в 1943).
- 6 июля — Луи Армстронг, американский джазовый музыкант, певец и руководитель оркестров (род. в 1901).
- 23 июля — Уильям Табмен, президент Либерии в 1944–1971 годах (умер в должности, род. в 1895).
- 3 августа — Георгий Бабакин, советский инженер-конструктор ракетно-космической техники, главный конструктор конструкторского бюро им. Лавочкина, член-корреспондент  АН СССР, Герой Социалистического Труда, лауреат Ленинской премии (род. в 1914).
- 17 августа — Вильгельм Лист, немецкий военачальник, генерал-фельдмаршал (род. в 1880).
- 20 августа — Александр Самохвалов, русский советский живописец, график, прикладник, монументалист, заслуженный деятель искусств Российской Федерации (род. в 1894).
- 28 августа — Джеффри Лоуренс, британский юрист, судья, председатель Международного военного трибунала в Нюрнберге (род. в 1880).
- 11 сентября
  - Никита Хрущёв, бывший первый секретарь ЦК КПСС, Председатель Совета Министров СССР с 1953 по 1964 год, Герой Советского Союза, трижды Герой Социалистического Труда (род. в 1894).
  - Бэлла Дарви, французская актриса польского происхождения (род. в 1928)..
- 16 сентября — Лев Корчебоков, советский футболист, хоккеист, теннисист, футбольный тренер, заслуженный мастер спорта (род. в 1907).
- 20 сентября — Йоргос Сеферис, греческий поэт, лауреат Нобелевской премии по литературе 1963 года (род. в 1887).
- 21 сентября — Бернардо Усай, аргентинский физиолог, лауреат Нобелевской премии по физиологии и медицине 1947 года, первый латиноамериканский Нобелевский лауреат в науке (род. в 1887).
- 15 октября — Йонас Швядас, литовский композитор и хоровой дирижёр (род. в 1908).
- 19 октября — Мария Федоричева, советская художница, живописец (род. в 1895).
- 25 октября — Михаил Янгель, советский конструктор ракетно-космической техники, дважды Герой Социалистического Труда (род. в 1911).
- 29 октября — Арне Тиселиус, шведский биохимик, лауреат Нобелевской премии по химии 1948 года (род. в 1902).
- 1 ноября — Михаил Ромм, советский кинорежиссёр, сценарист, педагог, публицист, народный артист СССР, лауреат пяти Сталинских премий (род. в 1901).
- 4 ноября — Гильермо Леон Валенсия, президент Колумбии в 1962–1966 годах (род. в 1909).
- 8 декабря — Эрнст Кренкель, советский полярник, Герой Советского Союза (род. в 1903).
- 9 декабря
  - Ральф Банч, американский дипломат и правозащитник, лауреат Нобелевской премии мира 1950 года, первый темнокожий Нобелевский лауреат (род. в 1904).
  - Сергей Конёнков,  русский и советский скульптор, график, педагог, академик АХ СССР, народный художник СССР, Герой Социалистического Труда, лауреат Ленинской премии (род. в 1874).
- 18 декабря — Александр Твардовский, советский поэт и общественный деятель, лауреат Ленинской, Государственной и трёх Сталинских премий (род. в 1910).
- 19 декабря — Елена Иванова-Эберлинг, советская художница, живописец (род. в 1905).

## Нобелевские премии
- Физика — Деннис Габор — «За изобретение и разработку голографического метода».
- Химия —
- Медицина и физиология —
- Экономика — Саймон Смит Кузнец — «За эмпирически обоснованное толкование экономического роста, которое привело к новому, более глубокому пониманию как экономической и социальной структуры, так и процесса развития».
- Литература — Пабло Неруда — «За поэзию, которая со сверхъестественной силой воплотила в себе судьбу целого континента».
- Премия мира —